# سجين الجادة الثانية
سجين الجادة الثانية هو فيلم كوميدي أسود أمريكي لعام 1975 من إخراج وإنتاج ملفين فرانك وبطولة جاك ليمون وآن بانكروفت. تم اقتباس الفيلم من مسرحية نيل سيمون عام 1971.

## حبكة الرواية
تدور القصة حول المشاكل المتصاعدة لزوجين في منتصف العمر يعيشان في الجادة الثانية على الجانب الشرقي العلوي من مانهاتن، مدينة نيويورك. لقد فقد ميل إديسون وظيفته للتو بعد 22 عامًا من الخدمة المخلصة، وعليه الآن أن يتأقلم مع كونه عاطلاً عن العمل في منتصف العمر أثناء الركود الاقتصادي.
يحدث هذا العمل خلال موجة حر صيفية مكثفة وإضراب طويل الأمد، مما يؤدي إلى تفاقم محنة إديسون حيث يتعامل هو وزوجته إدنا مع الجيران الصاخبين والجدليين، والأصوات الصاخبة المنبعثة من شوارع مانهاتن حتى شقتهم، وحتى السطو على شقتهم في وضح النهار. لا يستطيع ميل العثور على وظيفة، لذا تعود إدنا إلى العمل. يعاني ميل في النهاية من انهيار عصبي، والأمر متروك للرعاية المحبة لأخيه هاري وأخواته، ومعظمهم من إدنا، لمحاولة إعادته إلى واقع جديد.

## طاقم الممثلين
- جاك ليمون في دور ميل إديسون
- آن بانكروفت في دور إدنا إديسون
- جين ساكس في دور هاري إديسون
- إليزابيث ويلسون في دور بولين
- فلورنس ستانلي بدور بيرل
- ماكسين ستيوارت في دور بيل
- سيلفستر ستالون كشباب في الحديقة
- موراي أبراهام كسائق سيارة أجرة
- جون ريتر كراكب مصعد (غير معتمد)
- جو توركل في دور رجل في الطابق العلوي (غير معتمد)

## إنْتاج
التطوير والكتابة
تم عرض سجين الجادة الثانية لأول مرة في برودواي في مسرح يوجين أونيل في 11 نوفمبر 1971 وأغلق في 29 سبتمبر 1973 بعد 798 عرضا وأربع معاينات. من إنتاج سانت سوبر وإخراج مايك نيكولز، بطولة المسرحية بيتر فالك ولي غرانت في دور ميل وإدنا إديسون وفنسنت غاردينيا كشقيق ميل هاري.
تلقى الإنتاج ترشيحات لجائزة توني لعام 1972 لأفضل مسرحية، ومايك نيكولز لأفضل مخرج، مسرحية، وفنسنت جاردينيا عن دور مساعد ، مسرحية.
كلايف بارنز ، في صحيفة نيويورك تايمز كتب، " إنها ، على ما أعتقد ، الكوميديا الأكثر إمتاعًا بصدق التي قدمها لنا السيد سايمون حتى الآن." كتب والتر كير ، في صحيفة نيويورك تايمز: "بقد بذل سيمون جهدًا رائعًا لفصل الشركة عن الميكانيكية ، ونجاحه الشامل يمثل دليلًا رائعًا على أن الفكاهة والصدق يمكن أن يندمجوا معًا ".
عرضت المسرحية في ويست إند في مسرح الفودفيل، الذي أنتجته شركة أولد فيك / أولد فيك للإنتاج وسونيا فريدمان للإنتاج، وافتتحت في 30 يونيو 2010 في معاينات. من إخراج تيري جونسون، قام فريق الممثلين ببطولة جيف غولدبلوم ومرسيدس رويل. كان هذا أول ظهور لروهل على خشبة المسرح في لندن.
النسخة السينمائية من سجين الجادة الثانية من بطولة جاك ليمون وآن بانكروفت وجين ساكس. تم إنتاجه وإخراجه من قبل ملفين فرانك من سيناريو سيمون. الموسيقى من تأليف مارفن هامليش.  يظهر سيلفستر ستالون في دور قصير كمشتبه به في سرقة شخصية جاك ليمون.

## استقبال
الاستجابة الحرجة
أ. ح. ويلر من صحيفة نيويورك تايمز أنه إذا كان الفيلم "أقل من دراسة ساحقة لزوجين مدفوعين إلى الإلهاء بسبب تهيج وإهانات الحياة المحلية من الطبقة المتوسطة، فإنه لا يزال يسجل نقاطا صحيحة، خطيرة ومضحكة على حد سواء ... السيد سيمون جاد بشأن موضوع لا يهز الأرض ومن المفهوم أنه يخفي جاذبيته بضحكات مكتومة حقيقية تظهر في الغالب كنشرات إخبارية إذاعية مثل الفلاش الذي واجهته سفينة شحن بولندية للتو في تمثال الحرية. ومع فريق عمل يقدر أعضاؤه ما يقولونه ويفعلونه، تصبح مشاكل قضم "الجادة الثانية" متعة." آرثر د. كتب ميرفي من فارايتي: "الفيلم هو أكثر من دراما مع الكوميديا، لأن المشاكل الشخصية وكذلك التحديات البيئية ليست مضحكة حقا، وحتى بعض الفكاهة قسرية وشديدة ... ربما كان هناك الكثير من الأفلام حول محاكمات الوجود الحضري لجعل موكب آخر من مشاكل المدن الكبيرة مثيرا للضحك."أ عطى جين سيسكل من شيكاغو تريبيون الفيلم نجمة ونصف من أصل أربعة وذكر أن "طرق مشاكل العيش في مدينة نيويورك لم يعد مضحكا. لقد أصبحت مزحة قديمة." كتب تشارلز تشامبلين من صحيفة لوس أنجلوس تايمز أنه "في صراعات سيمون لإلقاء النكات وإلقاء الحقيقة وإلقاء النكات حول بعض الحقائق المريرة، فإن النتيجة غريبة وغير متساوية ومتوترة ومتضمنة. يكون "السجين" أكثر إثارة للإعجاب عندما يكون أقل مرحا؛ يأتي الضحك من جنون مؤلم."  انتقد غاري أرنولد من صحيفة واشنطن بوست الفيلم على أنه "كوميديا رتبة وثابتة وبرية ذاتية ... ينتهي [سيمون] برعاية شخصياته بدلا من فهم ما يدفعهم ويزعجهم." بول د. زيمرمان من مجلة نيوزويك وصف الفيلم بأنه "سيمون على الأقل، على الأقل لأن ميل وإدنا ليسا شخصيتين، فقط ألعاب من الفوضى الحضرية". استخفت بولين كايل من مجلة نيويوركر بفيلم "مسلسل هزلي بشاشة كبيرة"، مضيفة: "يخبرنا نيل سيمون بالضبط بما يفكر فيه كل شخص، وكل سطر يلغي السطر من قبل. هذا سيء بما فيه الكفاية على المسرح، ولكن على الشاشة لا يطاق".